# 微演化
微演化（英語：Microevolution），又譯為微觀演化，指一個族群經過少許幾個世代之後，產生的小尺度等位基因頻率改變，其變異程度為物種或物種以下。此變異可能會經過一些過程：突變、天擇、基因流、基因漂變以及非隨機交配。
群體遺傳學研究微演化的數學結構；生態遺傳學則從野生世界中觀察微演化。微演化是一般能觀察到的演化現象，例如細菌的抗藥性。